# Битва при Артаксате
Битва при Артаксате (Арташате), произошла в 68 году до н. э. между войсками Римской Республики и Армянского царства близ реки Арацани (совр. река Мурат). Римлян возглавлял консул Луций Лициний Лукулл, предводителем армян был Тигран II, который укрывал царя Митридата VI Понтийского.
В пригороде Арташата легионы Лукулла потерпели сокрушительное поражение. 
Потерпев поражение в 68 году при попытке взять Артаксат, римляне были оттеснены в Месопотамию.
Тот факт, что Митридат продолжал ускользать от них, многолетняя кампания и очевидное отсутствие трофеев привели к мятежу среди римских легионеров. Они отказались идти дальше, хотя соглашались защищать ключевые позиции, заняв город Нисибис (совр. Нусайбин) и оставшись зимовать в нём. В результате этого мятежа и поражения в битве римский сенат отстранил Лукулла от командования и заменил его на Помпея Великого.

Так, по сообщению Диона Кассия, в этом сражении римская армия была фактически разгромлена, понеся огромные потери. Многие солдаты погибли, а остальные раненые в любом случае были изувечены, из-за чего Лукулл оказался вынужденным начать отступление в Нисибин (в Месопотамию). Само сражение, по сообщению Диона Кассия, началось с тяжелой битвы римской и армянской кавалерий, далее армянская кавалерия, не вступая в рукопашную, подвергла римскую пехоту обстрелу отравленными стрелами со слабоприкрепленными наконечниками, которые при попадании практически нельзя было изъять из тела. Фактически армянская армия предвосхитила свойственную восточным армиям тактику, в соответствии с которой тяжелая кавалерия уничтожает конницу противника, добивая пехоту стрельбой из луков.
Далее Диона Кассий сообщает о том, что по сути произошло обрушение и фрагментация римского фронта в регионе: сам Лукулл отступил в Месопотамию; другой римский военачальник Луций Фанний до получения помощи был окружен и осажден Тиграном; перебежчик Манкей, командовавший греческим гарнизоном Тигранокерта, и открывший ворота столицы римлянам, бежал в Киликию, оставив Лукулла; нарушилось управление и связь между Лукуллом и войсками позднее разгромленных Фабия, Триария,  расквартированных в Малой Азии, и Манцием Рексом, чья армия находилась в Киликии (последний отказав в помощи Лукуллу, позже пытался дать сражение Тиграну, идущему на марше, однако потерпел поражение).    
Дион Кассий сообщая о тяжелом поражении Лукулла под Арташатом, пишет следующее:

В этом сражении вражеская конница задала римской тяжелую работу, но никто из врагов не приблизился к пехоте; действительно, всякий раз, как пехотинцы Лукулла шли с конницей, враг обращался в бегство. Не получая никакого ущерба, они, тем не менее, продолжали стрелять назад в преследователей, убивая некоторых на месте и серьезно раня многих. (2) А эти раны были опасными и трудно излечимыми, поскольку они использовали двойные наконечники для стрел, еще и смазывая их ядом, так что стрелы, если они застревали где-то в теле или даже были извлечены, вскоре убивали, так как второй наконечник, будучи плохо закрепленным, оставался в ране. Поскольку многие получили ранения и некоторые из них умерли, а остальные в любом случае были изувечены, и поскольку запасы провианта подходили к концу, Лукулл ушел с этого места и повел армию к Нисибису
После изгнания из Армении, уже на территории Малой Азии, как сообщает Дион Кассий, потерпел поражение от войск Тиграна и его вассалов сам Лукулл. В этом сражении против Лукулла войском командовал зять и вассал армянского царя Митридат Мидийский ("другой Митридат из Мидии", как его обозначат Дион Кассий). При этом сообщение о приближении Тиграна привело к бунту в римской армии.  
Дион Кассий об этом поражении Лукулла сообщает следующее:

В этот момент прибыл Лукулл, и некоторым казалось, что он легко победит Митридата и отвоюет утраченное, однако он ничего не добился. (2) Митридат, окопавшийся на высоте около Талауры, не желал выходить против него, а другой Митридат из Мидии, зять Тиграна, внезапно напал на римлян, пока они были рассеяны, и многих перебил; также было объявлено о приближении Тиграна, и в армии поднялся бунт
Плутарх сообщая о победе римлян на поле боя, и объясняя римское отступление в Месопотамию  из-за рано наступивших холодов, так же пишет о начавшемся бунте среди римских солдат, отказе дальнейшего наступления на Арташат, утрате Лукуллом контроля и управления над войсками. Описывая ход сражения, Плутарх, в отличие от Диона Кассия, повествует по сути о том, что Тигран применил эллинистическую военную тактику, основанную на использовании фаланги и последующего удара кавалерии. Он сообщает, что Тигран призвал самые воинственные племена своего царства - иберийских копейщиков, мардийских (мидийских) конных лучников. Войском, вставшим против римлян, командовали три царя: сам Тигран Армянский, Митридат Понтийский и атропатенский царь (вероятно, зять и вассал Тиграна - царь Митридат Мидийский). Плутарх пишет о том, что при римском кличе Митридат Понтийский бежал с поля боя, а иберийские копейщики не оправдали надежд Тиграна, также бежав с поля боя после первой стычки с римлянами. Далее в бой вступила бронированная кавалерия Тиграна, чьим грозным видом и численностью Лукулл был устрашен, отозвав свою конницу. По версии Плутарха, в последующем сражении римляне сразу атаковали атропатенские силы, обратив их в бегство, сражение же продлилось до поздней ночи, пока римляне уничтожали противников и брали пленных, в том числе знатных. 
Тем не менее, далее и Плутарх сообщает об утрате контроля Лукуллом над войсками и начале бунта в войсках из-за попыток принудить дальше вести наступление на Арташат, и сообщает следующее:

Поэтому после сражения они всего несколько дней шли за Лукуллом, а затем начался ропот. Сначала они обращались к нему с просьбами через военных трибунов, но затем их сходки стали уже более буйными, и ночью они кричали по своим палаткам, а это служит признаком близкого бунта в войске. И хотя Лукулл перепробовал множество настоятельных увещаний, упрашивая их запастись терпением, пока не будет взят «армянский Карфаген» и стерто с лица земли это творение злейшего врага римлян (он имел в виду Ганнибала), ничто не помогало, и он вынужден был повернуть назад. На обратном пути он перешел через Тавр другими перевалами и спустился в плодородную и теплую страну, называемую Мигдонией. В ней находится большой и многолюдный город, который варвары зовут Нисибидой, а греки — Антиохией Мигдонийской
Поражение римлян под Артаксатой в 68 году создало предпосылки для нового похода в Малую Азию, в результате которого Тигран II освободил многие владения Понтийского царства.